# گلاره علی‌اوا
گلاره علی‌اوا (ترکی آذربایجانی: Gülarə Əliyeva; ۱۷ نوامبر ۱۹۳۳ – ۲۷ ژوئیهٔ ۱۹۹۱) یک موسیقی‌دان و پیانونواز بنام آذربایجانی بود.

## اوایل زندگی
گلاره علی‌اوا در سال ۱۹۳۳ در خانواده عزیز علی‌اف در باکو چشم به دنیا گشود. وی دانش‌آموخته آکادمی موسیقی باکو در سال ۱۹۵۵ بود. ابتدا در ارکستر سازهای سنتی به اسم سعید رستموف، و بعد در یک گروه موسیقی فعالیت داشت. پس از سال ۱۹۶۶ به فعالیت‌های هنری در گروه موسیقی «دان اولدوزو» پرداخت که خودش تأسیس کرده بود.
وی در رأس گروه خود کنسرتهایی در کشورهای الجزایر، سوریه، لبنان، آنگولا، ایتالیا، بلغارستان، اتیوپی، سوئیس، هند، فنلاند و غیره… اجرا کرد. گلاره علی‌اوا همچنین در دانشگاه دولتی فرهنگ و هنر آذربایجان تدریس کرده و بین سال‌های ۱۹۶۶ الی ۱۹۸۸ مسئولیت کرسی نظریه موسیقی را عهده‌دار شد. سپس، گروه موسیقی «دان اولدوزو» به اسم او نام‌گذاری شد.
گلاره علی‌اوا در روز ۲۷ ژوئیه سال ۱۹۹۱، در سن۵۷ سالگی درگذشت.

## خانواده
گلاره علی‌اوا خواهر ظریفه علیوا، چشم‌پزشک، تامرلان علی‌اف، متخصص غدد درون‌ریز و متابولیسم، و جمیل علی‌اف، سرطان‌شناس، است. او همچنین خواهر زن حیدر علی‌اف است.